# Agapetus (djur)
För andra betydelser, se Agapetus.
Agapetus är ett släkte av nattsländor. Agapetus ingår i familjen stenhusnattsländor.

## Bildgalleri

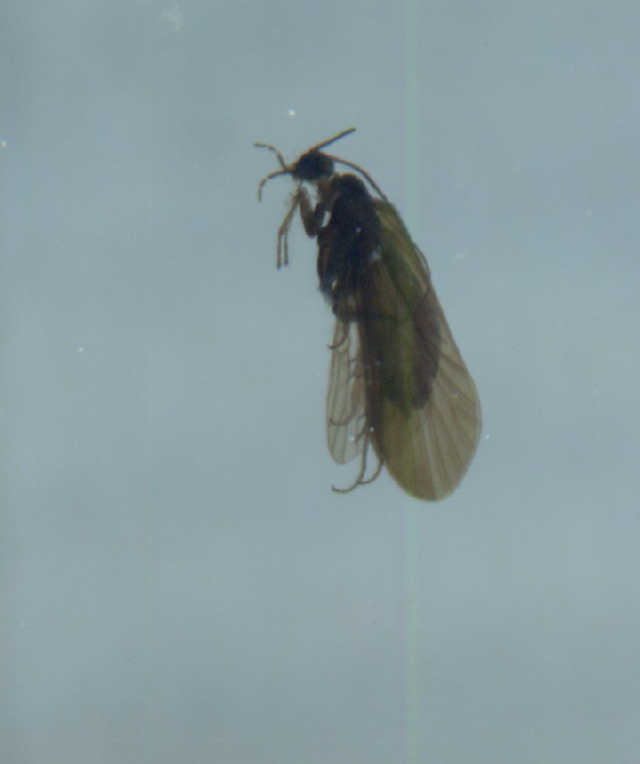
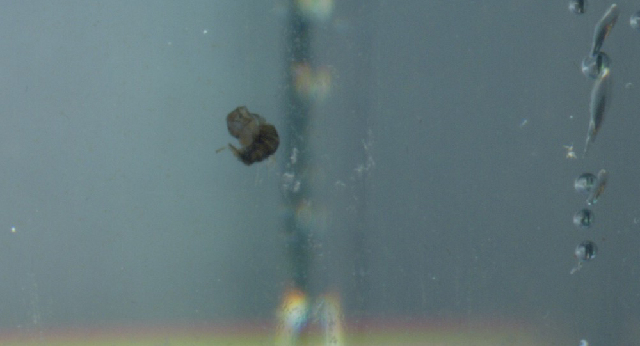

## Dottertaxa tillAgapetus, i alfabetisk ordning[1][2]
- Agapetus abbreviatus
- Agapetus ablusus
- Agapetus acuductus
- Agapetus adejensis
- Agapetus agilis
- Agapetus agtuuganonis
- Agapetus aineias
- Agapetus ajpetriensis
- Agapetus alabamensis
- Agapetus albomaculatus
- Agapetus aliceae
- Agapetus altineri
- Agapetus anakdacing
- Agapetus anaksatu
- Agapetus anatolicus
- Agapetus annulicornis
- Agapetus antikena
- Agapetus antilochos
- Agapetus antiyaka
- Agapetus anuragoda
- Agapetus apalapsili
- Agapetus arcita
- Agapetus armatus
- Agapetus artesus
- Agapetus arvernensis
- Agapetus atuus
- Agapetus avitus
- Agapetus ayodhia
- Agapetus azureus
- Agapetus baptos
- Agapetus barang
- Agapetus basagureni
- Agapetus belarecus
- Agapetus beredensis
- Agapetus bidens
- Agapetus bifidus
- Agapetus birgi
- Agapetus boulderensis
- Agapetus budoensis
- Agapetus caimoc
- Agapetus cataractae
- Agapetus caucasicus
- Agapetus celatus
- Agapetus cenumarus
- Agapetus chinensis
- Agapetus chitraliorum
- Agapetus clio
- Agapetus cocandicus
- Agapetus cornutus
- Agapetus cralus
- Agapetus crasmus
- Agapetus cravensis
- Agapetus curvidens
- Agapetus cyrenensis
- Agapetus dagunagari
- Agapetus dakkii
- Agapetus danbang
- Agapetus dangorum
- Agapetus dayi
- Agapetus degrangei
- Agapetus delicatulus
- Agapetus denningi
- Agapetus dentatus
- Agapetus desom
- Agapetus diacanthus
- Agapetus diversus
- Agapetus dolichopterus
- Agapetus dubitans
- Agapetus episkopi
- Agapetus eriopus
- Agapetus esinertus
- Agapetus evansi
- Agapetus excisus
- Agapetus foliatus
- Agapetus fuscipes
- Agapetus fuscus
- Agapetus gelbae
- Agapetus gonophorus
- Agapetus gorgitensis
- Agapetus gotgian
- Agapetus grahami
- Agapetus gunungus
- Agapetus hadimensis
- Agapetus halong
- Agapetus hamatus
- Agapetus hanumata
- Agapetus hellenorum
- Agapetus hessi
- Agapetus hieianus
- Agapetus himalayanus
- Agapetus illini
- Agapetus inaequispinosus
- Agapetus incertulus
- Agapetus incurvatus
- Agapetus insons
- Agapetus iridipennis
- Agapetus iridis
- Agapetus jafiwi
- Agapetus jakutorum
- Agapetus japonicus
- Agapetus jiriensis
- Agapetus joannia
- Agapetus jocassee
- Agapetus karabagi
- Agapetus kashmirensis
- Agapetus kimminsi
- Agapetus kirgisorum
- Agapetus kithmalie
- Agapetus komanus
- Agapetus kongcanxing
- Agapetus krawanyi
- Agapetus kumudumalie
- Agapetus lalus
- Agapetus laniger
- Agapetus laparus
- Agapetus latosus
- Agapetus lepetimnos
- Agapetus limsusan
- Agapetus lindus
- Agapetus loxozona
- Agapetus lundbladi
- Agapetus lusitanicus
- Agapetus mahadhyandika
- Agapetus maharikhita
- Agapetus malleatus
- Agapetus marlierorum
- Agapetus marlo
- Agapetus medicus
- Agapetus membrosus
- Agapetus minutus
- Agapetus mitis
- Agapetus montanus
- Agapetus monticolus
- Agapetus moselyi
- Agapetus murinus
- Agapetus nimbulus
- Agapetus nivodacus
- Agapetus nokowoula
- Agapetus numidicus
- Agapetus oblongatus
- Agapetus obscurus
- Agapetus occidentalis
- Agapetus occidentis
- Agapetus ochripes
- Agapetus ohiya
- Agapetus oramatama
- Agapetus orontes
- Agapetus orosus
- Agapetus pedarius
- Agapetus pinatus
- Agapetus placidus
- Agapetus pontona
- Agapetus productus
- Agapetus punctatus
- Agapetus punjabicus
- Agapetus quadratus
- Agapetus quordus
- Agapetus rama
- Agapetus rawana
- Agapetus rectigonopoda
- Agapetus rossi
- Agapetus rudis
- Agapetus rupestris
- Agapetus salomonis
- Agapetus sarayensis
- Agapetus segovicus
- Agapetus serotinus
- Agapetus setiferus
- Agapetus sexipalpus
- Agapetus sibiricus
- Agapetus sindis
- Agapetus sita
- Agapetus slavorum
- Agapetus spinosus
- Agapetus tadzhikorum
- Agapetus taho
- Agapetus tamrangensis
- Agapetus tapaiacus
- Agapetus tasmanicus
- Agapetus theischingeri
- Agapetus tomus
- Agapetus torautus
- Agapetus triangularis
- Agapetus tridens
- Agapetus truncatus
- Agapetus turcomanorum
- Agapetus uiguricus
- Agapetus ulmeri
- Agapetus ungulatus
- Agapetus unicuspidalis
- Agapetus walkeri
- Agapetus vercondarius
- Agapetus vicanthicus
- Agapetus vireo
- Agapetus viricatus
- Agapetus voccus
- Agapetus yasensis
- Agapetus zniachtl